# 第19回スパイク・インターナショナル 日本アルペンラリー
第19回スパイク・インターナショナル　日本アルペンラリー（19th Spike International Japanese Alpine Rally）は、2001年5月19日～20日に群馬県で日本初のインターナショナル格式として開催されたラリー。

## 概要
これまでにもF1や耐久レース等、数多くの国際格式のレースが日本で行われてきたが、ラリーにおいては全日本ラリー選手権等でも日本独自の規定による車両・ルールに沿ったイベントしか開かれておらず、国内格式での開催となっていた。
数々の日本車がWRCで活躍しているため、日本国内でのWRCの開催を望む声は古くからあったが、日本の厳しい車検制度等の問題もあり、WRカーやグループAが公道を走ることは不可能と言われた時代もあった。
しかし規制緩和の波が車検制度にも及び、WRカーが公道を走ることが現実味を帯びてくると、ますます日本国内でのWRC開催の気運が高まってきた。そのなかで初めて日本国内で国際格式ラリーとして開催されたのが、第19回スパイク・インターナショナル　日本アルペンラリーである。

## 名称の由来
初開催ながら第19回となっているのは、1959年から1976年まで開催された伝説の日本アルペンラリーの名称を引き継いだためである。日本アルペンラリーのタイトルが25年ぶりに復活することになったわけだが、エントラントのなかには、かつての日本アルペンラリーに出場したことがある選手も混じり、往年のファンの共感も得ることができたといえる。

## エントリー
当時の全日本ラリーは1イベントに付き最大60台のエントリーを基本としていた。しかし、当ラリーは安全の確保を最優先としたため、最大30台限定とされた。実際、ギャラリーステージの入場券は早々と完売し、ラリー開催地である嬬恋・草津周辺の一部は交通規制が行われ、シャトルバスが運行されるほどの人気だったことを考えると、無理からぬことと言えた。
エントリーは日本、オーストラリア、イギリス、マレーシア、フィリピン、韓国、ジャマイカなど7カ国から計27クルーが参加した。注目を集めるイベントだけに、日本国内にもたくさんの参加希望者がいたが、一部の有力選手を除き見合わせる選手が多かった。それというのも日本初のFIAルールで行われるだけに、当然国際ライセンスが必要となり、参加車両もWRカー、グループA、グループNとなるわけだが、当時の国内規定とFIAルールとが、大きく異なっていたためである。
特に異なっていたのは安全装備だった。FIAルールはクルーの安全装備について非常に厳しく規定していた。当時日本で市販されていたロールバーにFIAルールをクリアーするものは少なく、参加希望者はロールバーをメーカーにオーダーメイドしなければならなかった。またFIAのホモロゲーションを取得している自動消火器やバケットシート、シートベルト、ウエアなど、ラリーで必要となる装備のほとんど一式を新たに買い揃える必要があったからである。
さらにFIAの国際スポーツ法典附則J項は安全面以外に於いても細かく規定していた。純正のタービンや純正で付属しているスポイラーについても、ホモロゲーションを取得している形式のものでないと使用できないため、エントラントはJ項の解釈を巡ってイベント直前まで悩むことになった。実際、当イベント直前に飛散防止用の透明フィルムを運転席、助手席ドアガラスに貼る規則がFIAから出されていたことを知らず、公式車検前に慌ててフィルムを貼るクルーが続出するような状況だった。
なお、今回だけの特例として国内ラリー仕様車（Jクラス）の参加も認められたが、それでもFIA規準を満たしたバケットシート、シートベルト、消火器等が必要となった。長年ラリー競技に参加する人も、当時は自動消火器がどのようなものなのか知らぬ者がほとんどだったこともあって、Jクラスでの参加も6台だけにとどまることとなった。

## コース
コースは群馬県草津町・嬬恋村など5町村に設けられた。5月19日～20日の2日間にわたって繰り広げられる2レグ制で、19日の土曜日が第1レグ。翌20日が第2レグとなっており、いずれもデーライトステージで構成された。
ラリー走行距離は426.15km。スペシャルステージは12、スペシャルステージ走行距離は66.72kmである。
ヘッドクオーターは万座プリンスホテルに設置され、スタート会場は鬼押出し園。ゴールは初日が万座プリンスホテル、2日目が表万座スキー場である。
スペシャルステージはオールターマック（舗装）で道幅が狭い。アップダウンが激しくヘアピンが多いが、高速コーナーもある難しいコースだった。安全のため観戦ポイントは限定され、規制テープで厳しく制限された。プレスに対しても、スペシャルステージスタート後のコース横断禁止や規制テープ内のみの取材活動等が厳命され、後に物議を醸すことになった。
初日中盤で天候が崩れだし、SS5以降はヘビーウエットとなったが、途中にサービスポイントが設定されていなかったため、すべての車両はドライタイヤのままアタックすることになった。そのためコースアウトする車両が相次ぎ、ギャラリーステージの前でコースオフした車両を助けようとしたギャラリーとマーシャルが小競り合いするシーンもあった。またラリーに付き物の車両破損等のトラブルも多々あったが、初日・2日目とも大きな事故はなく、当イベントは大成功に終わった。

## スケジュール

### 2001年5月17日
レッキ（事前走行）
スチュアートミーティング

### 2001年5月18日
公式車検（マーキング、シーリング）
コンペティターブリーフィング
ウェルカムレセプション

### 2001年5月19日
ラリー初日
スタート　鬼押出し園
SS1　Tsumagoi 1 　 1.73 km
SS2　Kusatsu 1 　 4.81 km
SS3　Kusatsu 2 　 4.81 km
SS4　Tsumagoi 2 　 1.73 km
SS5　Kosame 1 　 4.82 km
SS6　Kosame 2 　 4.82 km
フィニッシュ　万座プリンスホテル

### 2001年5月20日
ラリー２日目
スタート　万座プリンスホテル
SS7　Yokiya 1 　 9.55 km
SS8　Yokiya 2 　 9.55 km
SS9　Mihara 1 　 1.63 km
SS10　Yatake 1 　 9.42 km
SS11　Yatake 2 　 9.42 km
SS12　Mihara 2 　 1.63 km
フィニッシュ　表万座スキー場
ラリー後公式車検　表万座スキー場
表彰式　万座プリンスホテル

## 総合順位
1　新井敏弘／グレン・マクニール　SUBARU Impreza WRC 2001
2　奴田原文雄／小田切順之　MITSUBISHI LANCER EVOLUTION
3　勝田範彦／高橋浩子　SUBARU Impreza
4　増村淳／福村幸則　MITSUBISHI LANCER EVOLUTION
5　小西重幸／エドモンド・リム　SUBARU Impreza
6　ダグラス・ゴア／マーク・ネルソン　MITSUBISHI LANCER EVOLUTION
7　星野博／石田裕一　HONDA CIVIC
8　渡部洋三／池田茂　MITSUBISHI LANCER EVOLUTION
9　星野満／後藤茂行　MITSUBISHI LANCER EVOLUTION
10　小此木秀和／木村光洋　MITSUBISHI LANCER EVOLUTION
11　宮野徹哉／田中俊吾　MITSUBISHI LANCER EVOLUTION
12　高田敬蔵／坂下勝　MITSUBISHI LANCER EVOLUTION
13　セルジオ・Jr・イサダ／リューベン・ヘルモソ　SUBARU Impreza
14　清田恵次／管野達之　HONDA CIVIC
15　岡田道昌／坂和麿　MITSUBISHI LANCER EVOLUTION
16　ダニー・マーフィー／園田裕康　SUBARU Impreza
17　船木良／唐釜真一郎　SUBARU VIVIO
18　滝田通信／大野靖之助　MITSUBISHI LANCER EVOLUTION
19　山中知之／山崎文明　TOYOTA YARIS
EXCLUSION　ジョンヨン・パク／テーソク・オー　HYUNDAI COUPE
Retirements　鳥居良彦／増田好洋　MITSUBISHI LANCER EVOLUTION
Retirements　今北剛史／書田満彦　SUBARU Impreza
Retirements　島田和正／潮一則　TOYOTA  COROLLA
Retirements　石田正史／宮城孝仁　MITSUBISHI LANCER EVOLUTION
Retirements　田口勝彦／デレック・リンガー　MITSUBISHI LANCER EVOLUTION
Retirements　箕作有俊／長谷川倫子　MITSUBISHI LANCER EVOLUTION
Retirements　西尾雄次郎／山口顕子　SUBARU Impreza